# Philautus surrufus
Espèce
Statut de conservation UICN

 NT  : Quasi menacé
Philautus surrufus est une espèce d'amphibiens de la famille des Rhacophoridae.

## Répartition
Cette espèce est endémique des montagnes du Nord-Ouest de Mindanao aux Philippines. Elle se rencontre entre 800 et 2 300 m d'altitude.

## Description
Philautus surrufus mesure de 20 à 28 mm pour les mâles et de 26 à 36 mm pour les femelles. Son dos est brun clair.

## Publication originale
- Brown & Alcala, 1994 : Philippine Frogs of the family Rhacophoridae. Proceedings of the California Academy of Science, ser. 4, vol. 48, no 10, p. 185-220 (texte intégral).